# Fred Hetzel
Fred W. Hetzel (Washington D. C., 21 de julio de 1942) es un exjugador de baloncesto profesional de la NBA. 

## Trayectoria

### Universidad
Hetzel fue reclutado en 1961 por los Wildcats del Davidson College. Debido a las reglas de la NCAA de la época, no jugó durante su temporada como freshman, por lo que recién debutaría en la División I de la NCAA en 1962. 
En su temporada como sénior -en la que promedió 26,5 puntos y 14,8 rebotes por encuentro en 26 partidos- fue reconocido por consenso como parte del equipo All-American de la NCAA junto a Rick Barry, Bill Bradley, Gail Goodrich y Cazzie Russell.

### NBA
Fue elegido en la primera posición del Draft de la NBA de 1965 por los San Francisco Warriors. Al término de su primera temporada se lo reconoció como parte del mejor quinteto de rookies de la NBA de 1966.
Hetzel disputaría seis temporadas en la NBA, desde 1965 hasta 1971. Además de los San Francisco Warriors, jugó con los Milwaukee Bucks, los Cincinnati Royals, los Philadelphia 76ers y Los Angeles Lakers. En total promedió 11,2 puntos y 5,9 rebotes por encuentro en los 451 en los que actuó.
Su mejor campaña fue la de 1967-68, en la que promedió 19 puntos y 7,1 rebotes por noche.

## Selección nacional
Hetzel integró el combinado universitario estadounidense que obtuvo la medalla de oro en la Universiada de 1965.

## Estadísticas de su carrera en la NBA

### Temporada regular
| Año     | Equipo        | PJ  | PT | MPP  | %TC  | %3P | %TL  | RPP | APP | ROB | TPP | PPP  |
| ------- | ------------- | --- | -- | ---- | ---- | --- | ---- | --- | --- | --- | --- | ---- |
| 1965–66 | San Francisco | 56  | -  | 12.9 | .399 | -   | .685 | 5.2 | 0.5 | -   | -   | 6.8  |
| 1966–67 | San Francisco | 77  | -  | 27.6 | .400 | -   | .810 | 8.3 | 1.4 | -   | -   | 12.2 |
| 1967–68 | San Francisco | 77  | -  | 31.1 | .414 | -   | .833 | 7.1 | 1.7 | -   | -   | 19.0 |
| 1968–69 | Milwaukee     | 53  | -  | 30.0 | .416 | -   | .837 | 8.9 | 1.6 | -   | -   | 15.9 |
| 1968–69 | Cincinnati    | 31  | -  | 22.1 | .488 | -   | .838 | 4.5 | 0.9 | -   | -   | 11.9 |
| 1969–70 | Philadelphia  | 63  | -  | 12.0 | .483 | -   | .835 | 3.3 | 0.7 | -   | -   | 6.1  |
| 1970–71 | Los Angeles   | 59  | -  | 10.4 | .434 | -   | .779 | 2.5 | 0.6 | -   | -   | 4.8  |
| Total   | Total         | 416 | -  | 21.4 | .421 | -   | .817 | 5.9 | 1.1 | -   | -   | 11.2 |

### Playoffs
| Año     | Equipo        | PJ | PT | MPP  | %TC  | %3P | %TL   | RPP | APP | ROB | TPP | PPP  |
| ------- | ------------- | -- | -- | ---- | ---- | --- | ----- | --- | --- | --- | --- | ---- |
| 1966–67 | San Francisco | 13 | -  | 23.7 | .383 | -   | .786  | 7.2 | 1.8 | -   | -   | 9.5  |
| 1967–68 | San Francisco | 10 | -  | 32.1 | .460 | -   | .820  | 6.6 | 1.6 | -   | -   | 18.8 |
| 1969–70 | Philadelphia  | 5  | -  | 15.0 | .520 | -   | .818  | 3.6 | 0.6 | -   | -   | 7.0  |
| 1970–71 | Los Angeles   | 7  | -  | 5.4  | .333 | -   | 1.000 | 1.0 | 0.3 | -   | -   | 1.7  |
| total   | total         | 35 | -  | 21.2 | .427 | -   | .814  | 5.3 | 1.3 | -   | -   | 10.3 |